# Йостершунд
Йостершунд (на шведски: Östersund) е град в централна Швеция. Главен административен център на лен Йемтланд и на едноименната община Йостершунд. Разположен е на северния бряг на езерото Сторшьон. Намира се на около 460 km на северозапад от столицата Стокхолм. Получава статут на град през 18 век. Има жп гара и две летища. Населението на града е 44 327 жители според данни от преброяването през 2010 г.

## Побратимени градове
- Каяна, Финландия
- Оденсе, Дания
- Санок, Полша
- Тронхайм, Норвегия
- Дзилин, Китай